# X-COM: Apocalypse
X-COM: Apocalypse is een computerspel voor het platform Windows. Het spel werd uitgebracht in 1997. 

## Ontvangst
| Beoordeeld door         | Jaar | Platform | Score |
| ----------------------- | ---- | -------- | ----- |
| PC Zone                 | 2001 | Windows  | 95%   |
| PC Jeux                 | 1997 | Windows  | 91%   |
| Edge                    | 1997 | Windows  | 90%   |
| GameSpot                | 1997 | DOS      | 86%   |
| PC Games (Duitsland)    | 1997 | Windows  | 86%   |
| Gamesmania              | 1997 | Windows  | 85%   |
| PC Joker                | 1997 | Windows  | 85%   |
| PC Joker                | 1997 | DOS      | 85%   |
| Computer Games Magazine | 1997 | Windows  | 80%   |
| PC Player (Duitsland)   | 1997 | DOS      | 60%   |

## Trivia
- Het spel is opgenomen in het boek 1001 Video Games You Must Play Before You Die van Tony Mott.